# Миропіль (Дніпровський район)
Миро́піль — село в Україні, у Новопокровській селищній громаді Дніпровського району Дніпропетровської області. Населення — 374 мешканці.

## Географія
Село Миропіль знаходиться за 80 км на південний захід від міста Дніпро, на відстані 2 км від села Олександрівка та за 2,5 км від села Кашкарівка. По селу протікає висихний струмок з загатою.

## Історія

### Німецька колонія
Колишня німецька колонія Фріденсфельд (нім. Friedensfeld), або Фріденсбург (нім. Friedensburg), що входила до Лошкарівської волості Катеринославського повіту Катеринославської губернії.
Братсько-менонітське село (німецька колонія) заснована 1867 року. Баптиська громада. Землі 1100 десятин.
1886 року в колонії мешкала 41 особа, налічувалось 15 дворів, існували молитовний будинок, школа та цегельний завод.
| Рік  | Населення | у тому числі німців                   |
| ---- | --------- | ------------------------------------- |
| 1885 | 41        | ?                                     |
| 1897 | 114       | ?                                     |
| 1911 | 160       | ?                                     |
| 1918 | 200       | ?                                     |
| 1925 | 317       | ?                                     |
| 1941 | 261       | 112                                   |
| 1942 | 282       | 107 (23 німецьких сім'ї без чоловіка) |

За радянської влади належало до Шолоховського району. За даними на 1922 рік тут було відділення Спілки громадян голландського походження.
За даними 1925 року у селі існувала сільська рада, споживацьке кооперативне товариство, початкова школа, клуб, бібліотека.

## Населення

### Мова
Розподіл населення за рідною мовою за даними перепису 2001 року:
| Мова       | Відсоток |
| ---------- | -------- |
| українська | 98,1 %   |
| російська  | 1,9 %    |

## Об'єкти соціальної сфери
- Школа.

## Релігія
В селі розташована Каплиця Святого рівноапостольного князя Володимира Великого ПЦУ.